# ドレスデン爆撃

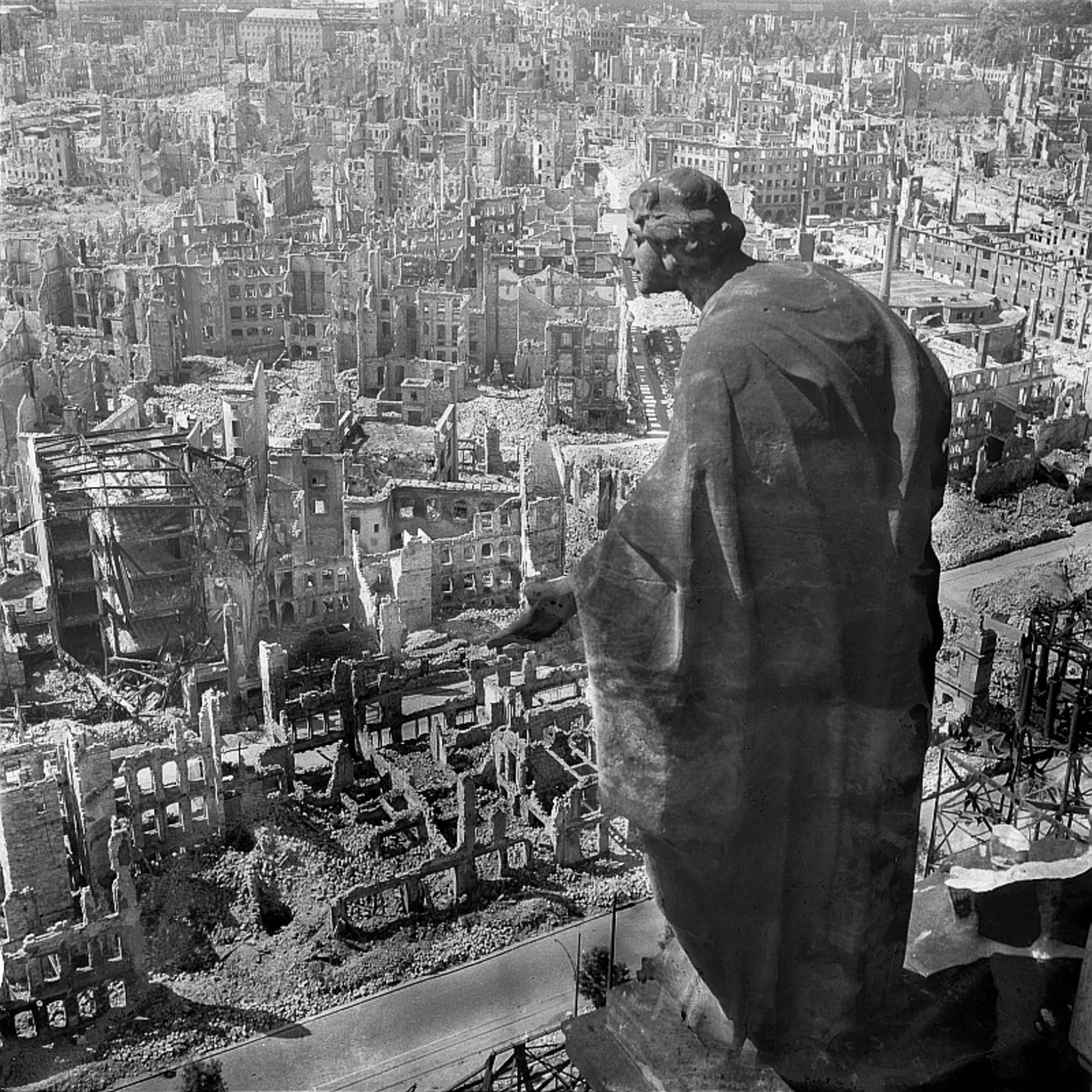
市役所から見た爆撃直後のドレスデン市街（1945年）

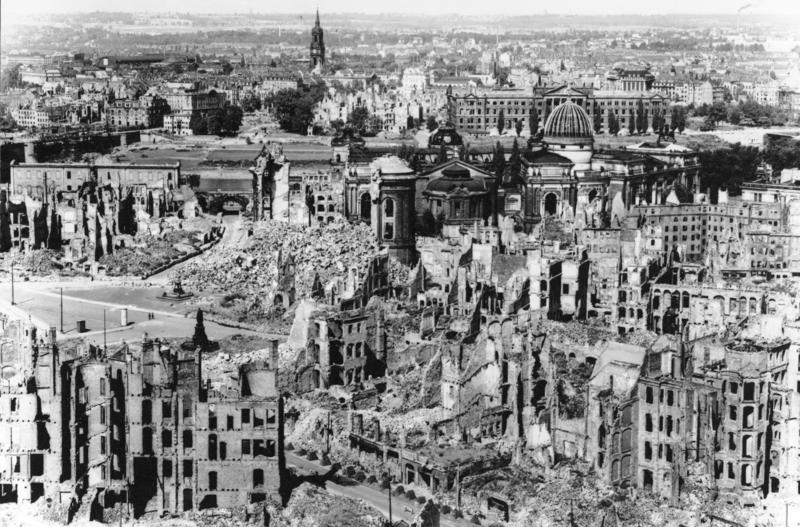
空襲により破壊されたドレスデンの街並み。画面中央に倒壊した聖母教会、その後方にエルベ川が写っている

ドレスデン爆撃（ドレスデンばくげき、英: Bombing of Dresden、独: Luftangriffe auf Dresden）は、第二次世界大戦終盤の1945年2月13日から15日にかけて連合国軍（イギリス空軍およびアメリカ陸軍航空軍）によって行われたドイツ東部の都市、ドレスデンへの無差別爆撃。4度におよぶ空襲にのべ1300機の重爆撃機が参加し、合計3900トンの爆弾が投下された。この爆撃によりドレスデンの街の85%が破壊され、市の調査結果によれば死者数は25,000人だとされる。一説には、10万人以上、13万5千人から20万人の死傷者ないし死者が出たとも言われる。

## 経緯

### 立案
1945年初頭から、連合国の軍事・政治関係者は、ドイツへのソ連軍の進軍をいかにして空から援助するかを協議していた。初期の計画ではベルリンを始め、ソ連軍の前に立ちはだかるいくつかのドイツ東部の都市を爆撃するというものであった。こうした爆撃には以前にも計画があり、1944年にもベルリンほか東部の諸都市を数千機による空襲で壊滅させる計画「サンダークラップ作戦」が立てられたものの、ドイツ都市の完全な壊滅を求めるイギリス側に対するアメリカ側からの難色で破棄されていた。
1月26日、英空軍大臣チャールズ・ポータル (en:Charles Portal, 1st Viscount Portal of Hungerford) は、「都市への大規模空爆はドイツ東部からの難民避難を混乱させるだけでなく、西から進むドイツ軍の勢いも殺げるだろう」と書き残している。しかし石油精製工場、航空機製造工場などの破壊が第一であり、爆撃機をこれ以外の目的のために消耗に曝すべきではないとも考えた。英空軍省次官のノーマン・ボトムリー (en:Norman Bottomley) はこれを受け、絨毯爆撃の熱烈な支持者であった英空軍爆撃機軍団司令アーサー・ハリス（別名「ボマー」・ハリス）に対しベルリン、ドレスデン、ライプツィヒ、ケムニッツに気象条件が整い次第爆撃を行ない、これらの都市を混乱に陥れるよう命じた。首相ウィンストン・チャーチルは同じ1月26日、もはやドイツ東部の都市は適切な標的ではないと考えるがどうか、と空軍側に尋ねたが、翌日、空軍はドイツの石油基地攻撃のほか都市爆撃も行い東部戦線を混乱させるつもりであると述べた。

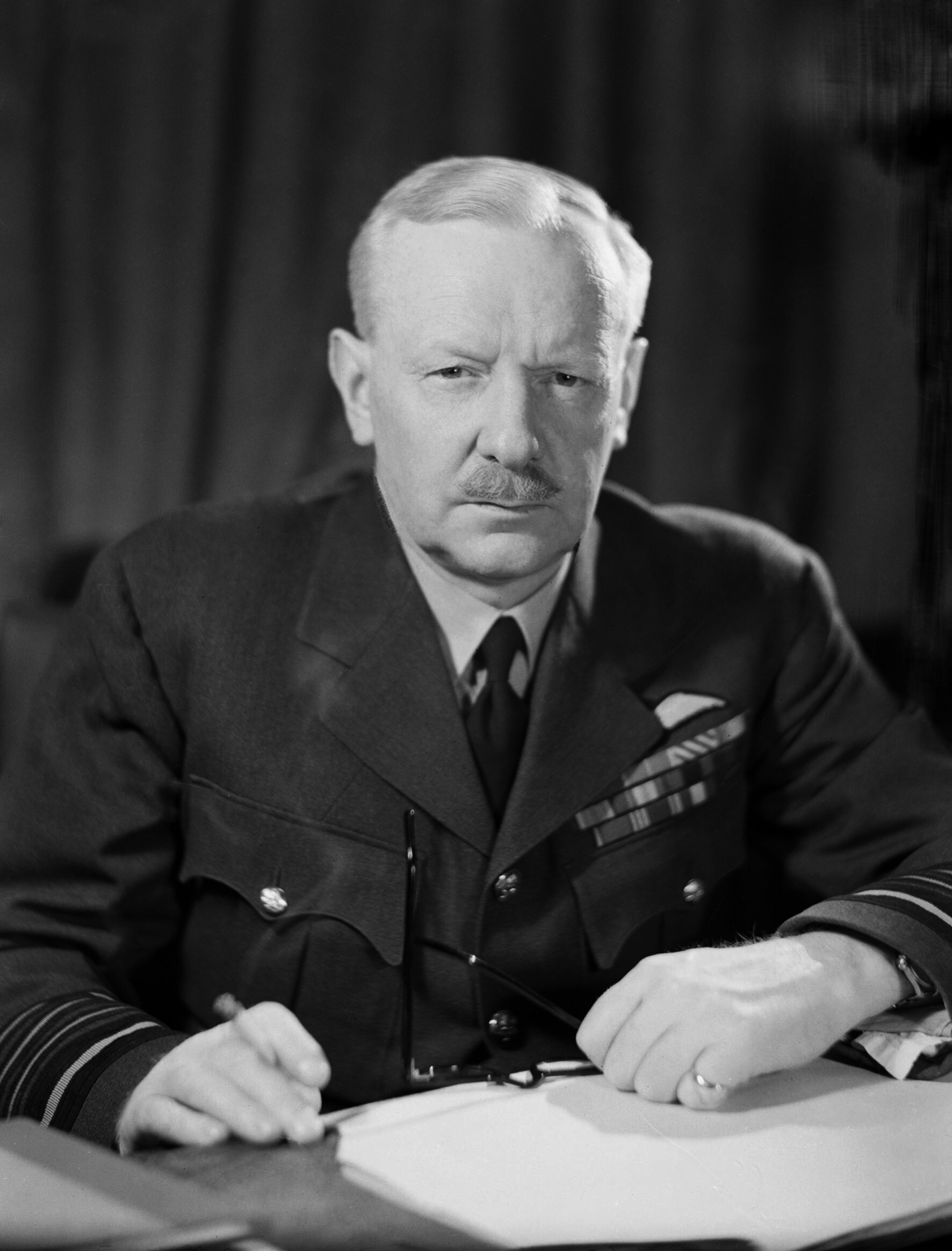
ドレスデン空爆を指揮した英空軍爆撃機軍団司令アーサー・ハリス

一方、イギリス情報局秘密情報部は、ドイツ軍が東部戦線補強のために3月までに42個もの師団を動かすという結論に至り、早急に石油などの補給基地を爆撃し、ソ連軍を助けて戦争終結を早めるべきとした。ソ連はヨシフ・スターリンを筆頭に英米代表と、ドイツへの進撃に対して英米は何を援助してくれるか何度も協議を繰り返していたが、イギリスの空軍代表たちは本国から来た情報当局のリポートを読み、ソ連の進撃を助けるためベルリン、ライプツィヒ、ドレスデンに対する都市空襲を行うことにした。
2月4日のヤルタ会談で、ソ連のアレクセイ・アントーノフ陸軍大将は英米の戦略爆撃に対し2つ提案を行った。一つはソ連軍に対する誤爆を避けるためドイツを南北に縦断する線を引き、これより東への爆撃にはソ連の許可を取ること。もう一つは東部戦線へのイタリアやノルウェーからの増援を妨害するため、ベルリンとライプツィヒにある交通の結節点を麻痺させて欲しいということだった。これに対し大筋で英米は合意したが、イギリス代表であるポータルはドイツ国内の工場や都市の情報を見せ、ドイツ東部に位置するドレスデンの空襲なしでは、ベルリンやライプツィヒの施設が破壊されてもドイツ軍はドレスデンを通って東部戦線に増援できてしまう、と指摘し、アントーノフもドレスデンを攻撃対象に入れることに了解した。

### 実行

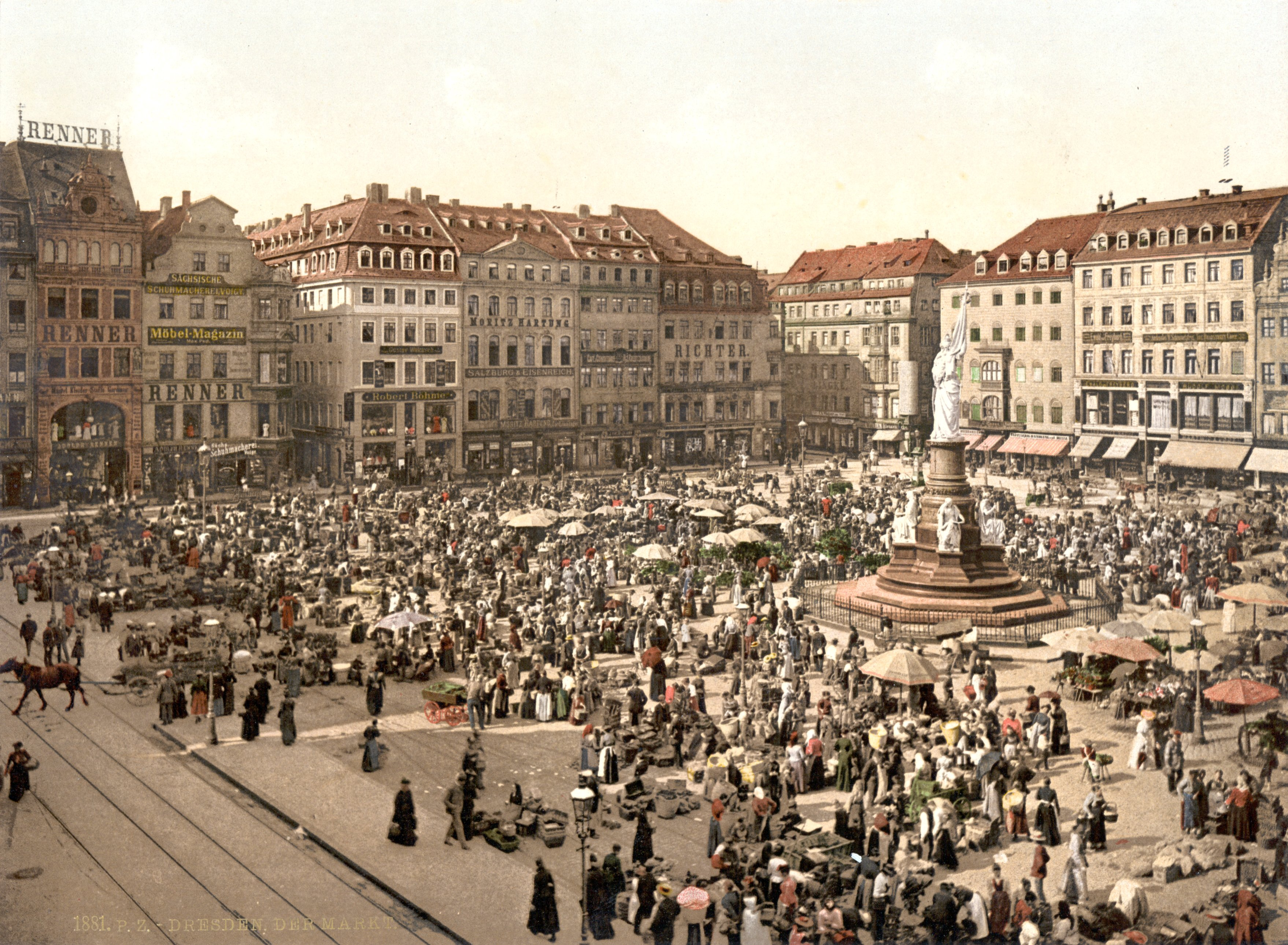
空襲前のアルトマルクト（1890年代）

ドレスデンは、それまでにも二度空襲を受けている。1944年10月7日と1945年1月16日で、市の中心に隣接した鉄道施設を狙って多くの爆弾が落とされていたが、ハンブルク空襲などのような市内への無差別爆撃はなかった。
2月13日の空襲はイギリス軍とアメリカ軍とでともに行う予定だったが、ヨーロッパ上空の気象状況のためアメリカ軍機は離陸できなかった。2月13日の夕方から、合計796機のランカスター爆撃機と9機のデハビランド・モスキートが、計1,478tの爆弾（榴弾 high-explosive）と1,182tの焼夷弾を搭載し、二波に分かれて14日未明までに出撃した。13日22時14分頃（現地時間）、イギリス空軍のランカスター爆撃機244機がドレスデン上空に到着し、低空から目標を目掛けて大量の焼夷弾を投下。2分以内に1機を除くすべての爆撃機から全弾が市街に投下された。残る1機は22時22分に全弾を投下し終えた。おびただしい爆煙が上空に立ち上がった中で爆撃機隊はさらに800tの爆弾を投下したが、これは目標が見えない中成功したとはいえなかった。
3時間後、第二波攻撃が行われた。2月14日1時21分から1時45分の間にランカスター529機が8群に分かれ、高空からパスファインダー（先導機）に従って1,800tもの大量の爆弾を投下。この2回の攻撃でイギリス軍は6機のランカスターを失い、さらに2機が帰投中に墜落した。
第三波攻撃は同日昼過ぎの12時17分から12時30分に行われた。アメリカ陸軍航空軍のB-17が771tの爆弾を駅周辺に目掛けて投下。さらに護衛についてきたP-51が路上を狙って機銃掃射をし、混乱に拍車をかけた。この時、ドレスデン市街は火災旋風に次々飲み込まれ、多くの市民が逃げ惑っていたところへ機銃掃射が行われた。なお、この機銃掃射については、目撃したと主張する生存者とあり得ないとするドイツ人研究者達のあいだで論争となっている。
アメリカ軍は翌2月15日にも466tの爆弾を投下した。一連の爆撃でイギリス空軍の投下した爆弾、焼夷弾は合計すると2,978t、アメリカ陸軍航空軍のそれは783tに及んだ。数波に渡る爆撃を行ったのは、爆撃の後で市民が片付けのために地上に出てきたところを狙ってのものであった。
ドレスデン爆撃は基本的な爆撃手法に基づくもので、大量の榴弾で屋根を吹き飛ばして建物内部の木材をむき出しにし、その後に焼夷弾を落として建物を発火させ、さらに榴弾を落として消火および救助活動を妨げようという意図からなっていた。こうした基本的な爆撃手法はドレスデンでは特に効果的だった。爆撃の結果、最高で1,500℃もの高温に達する火災旋風が収まることなく燃え続けた。市街広域で発火するとその周囲の空気は非常に高温となり急速に上昇する。そこへ冷たい大気が外部から地表に押し寄せ、地表の人々は火にまかれる結果となった。
13日夜から15日にかけての爆撃の後、アメリカ軍によってあと2回の爆撃が行われた。3月2日には406機のB-17が940tの榴弾と141tの焼夷弾を投下し、4月17日には580機のB-17が1,554tの榴弾と165tの焼夷弾を投下した。

### 空襲の影響
この空襲には「東からドイツに攻め寄せるソ連軍の進撃を空から手助けする」という一応の名目はあったが、実際は戦争の帰趨はほぼ決着しており戦略的に意味のない空襲であり、ドイツ空軍の空襲を受けていたイギリス国内でも批判の声が起こった。
『Oxford Companion to the Second World War』によれば、爆撃の2日後に開かれた連合軍のオフレコの記者会見に拠れば、イギリス空軍代将コリン・マッケイ・グリアソン (Colin McKay Grierson) は記者達に対し、かつて立てられた「サンダークラップ作戦」の目的は住宅密集地を爆撃して救援物資を行き渡らせなくしようとするものだったという。AP通信の戦争特派員ハワード・コーエンはこれを基にした記事で、連合国軍は「テロ爆撃 (terror bombing)」に頼っていると述べた。この記事に続いて多くの社説が書かれ戦略爆撃に対する論争が起こり、英国議会下院でリチャード・ストークス議員による質問がなされた。
ドレスデンの破壊はイギリスの知識層に不快感を呼び起こした。マックス・ヘイスティングズによれば、1945年2月までにドイツ諸都市への空襲は戦争の結果とはほとんど無関係に見られ始め、「ドレスデン」という言葉が全ヨーロッパの知識人に「とても多くの魅力と美の故郷、トロロープ (en) の作品のヒロインたちの逃げ場所、グランドツアーのランドマーク」という響きを与えていた。彼は、ドレスデン爆撃は連合国の国民が初めてナチスを倒すための軍事作戦に疑問を持った瞬間だったと論じている。
アメリカではドレスデン爆撃の非人道性が問題になった際、アメリカ陸軍軍航空軍司令官ヘンリー・アーノルド大将は「ソフトになってはいけない。戦争は破壊的でなければならず、ある程度まで非人道的で残酷でなければならない」と語った。

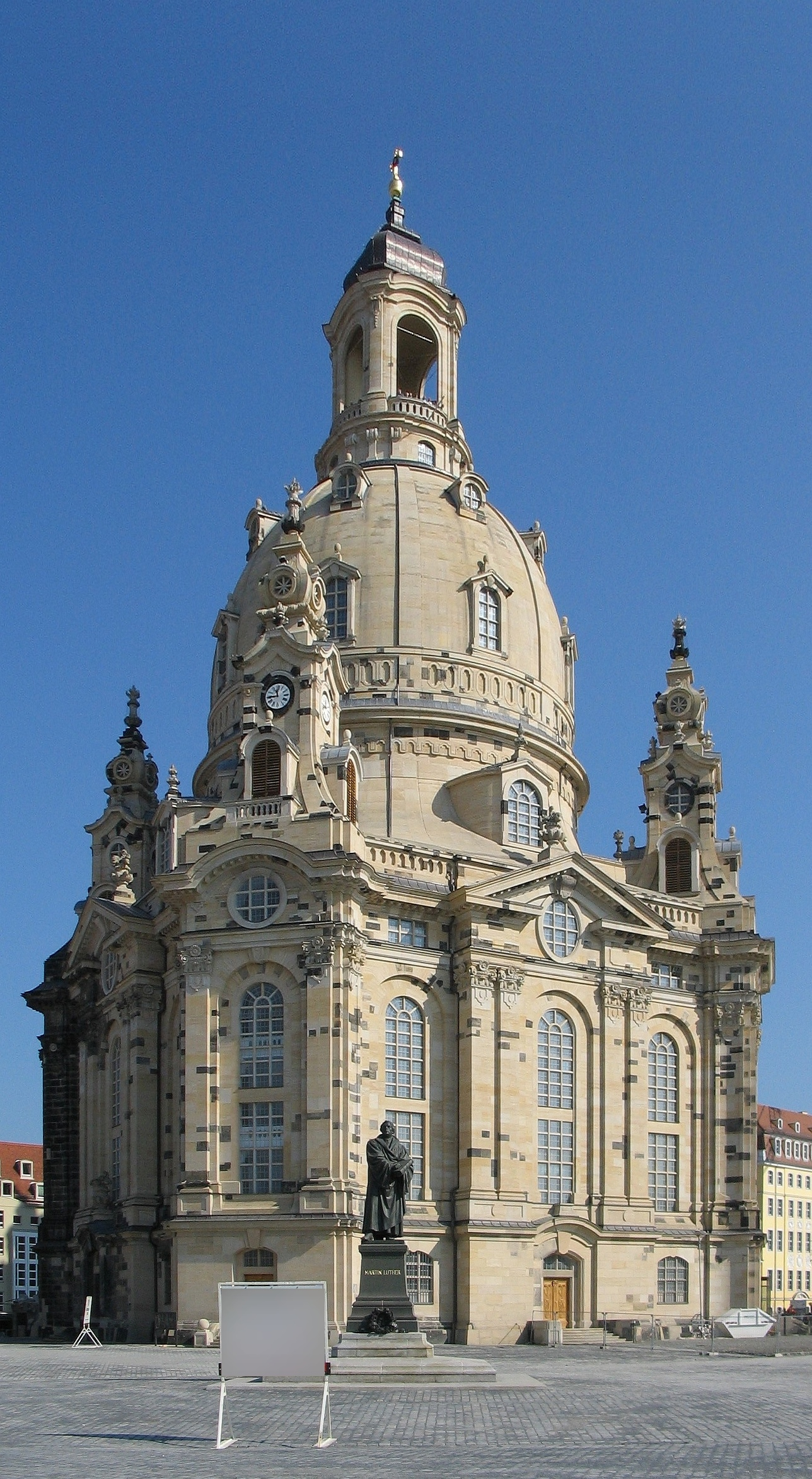
聖母教会、2005年

第二次大戦後、ドレスデンは爆撃前の資料等を参考にして、ゼンパー・オーパーや聖母教会などのバロック様式の街並みを再現して復興させた。空襲によって破壊された後に残った瓦礫を可能な限り使っており、新しい石材と黒く煤けた瓦礫との組み合わせによって建てられたこれらの建造物は、見る者に戦争の悲惨さを強く印象付けている。
アメリカの小説家カート・ヴォネガット・ジュニアは、捕虜として連行されていたドレスデンでこの爆撃を経験。後に、代表作となる『スローターハウス5』において、SF的ガジェットを用いながらこの体験を描いた。
また、現在ドイツに存在する極右（ネオナチ）政党であるドイツ国家民主党は、ドレスデン爆撃も含め、連合国軍による各都市への空襲について「爆弾によるホロコーストだ」、「第二次世界大戦中に連合軍の空爆を受けたドイツ各都市の犠牲者こそ悼むべきだ」と主張している。

## 空襲の被害

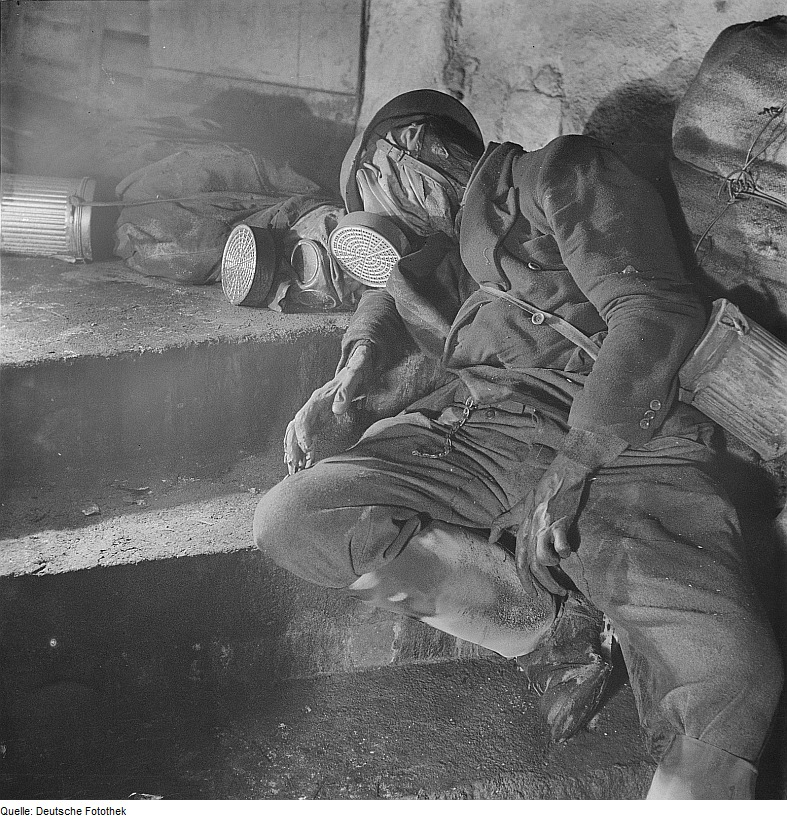
防空壕で発見された鉄兜とガスマスクを身に着けた死体

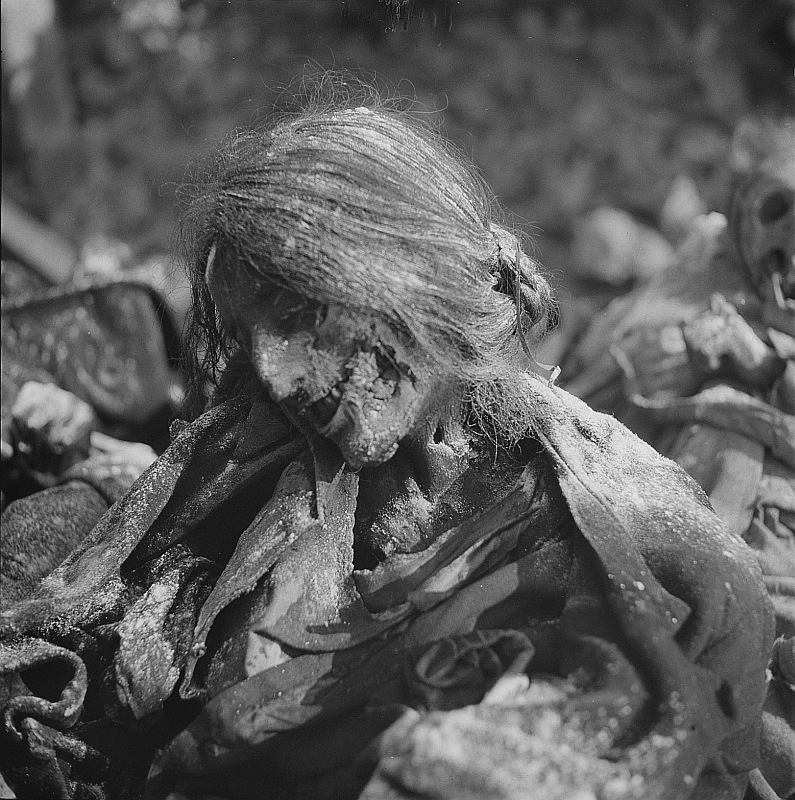
防空壕で発見された女性の死体

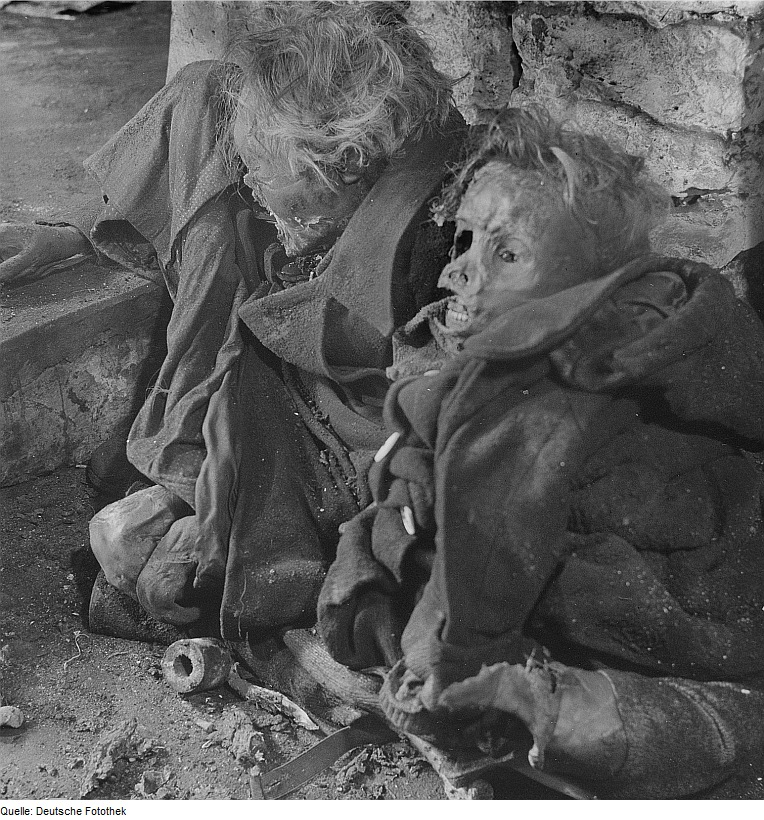
防空壕内でミイラになった犠牲者

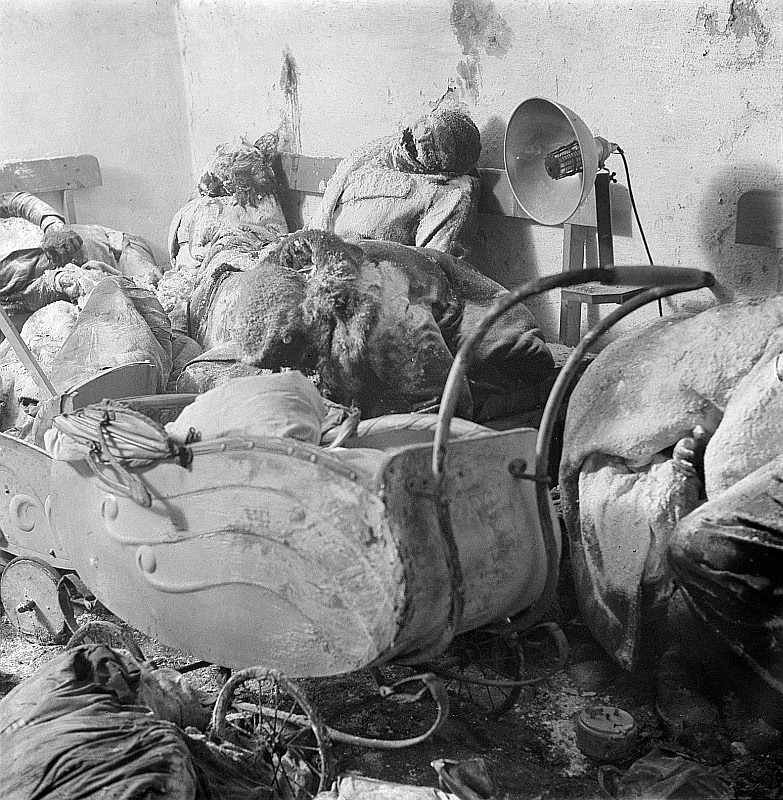
双子が乗ったベビーカーを囲むようにして亡くなった市民

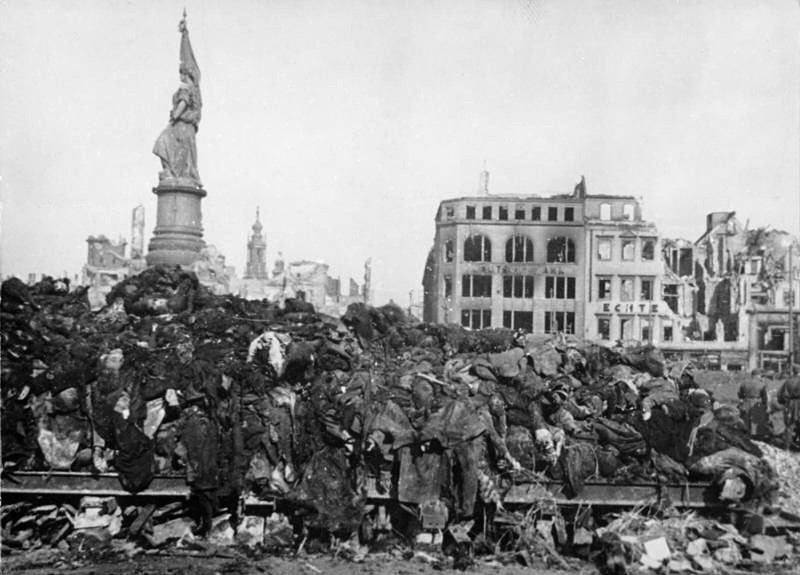
火葬を待つ死体の山

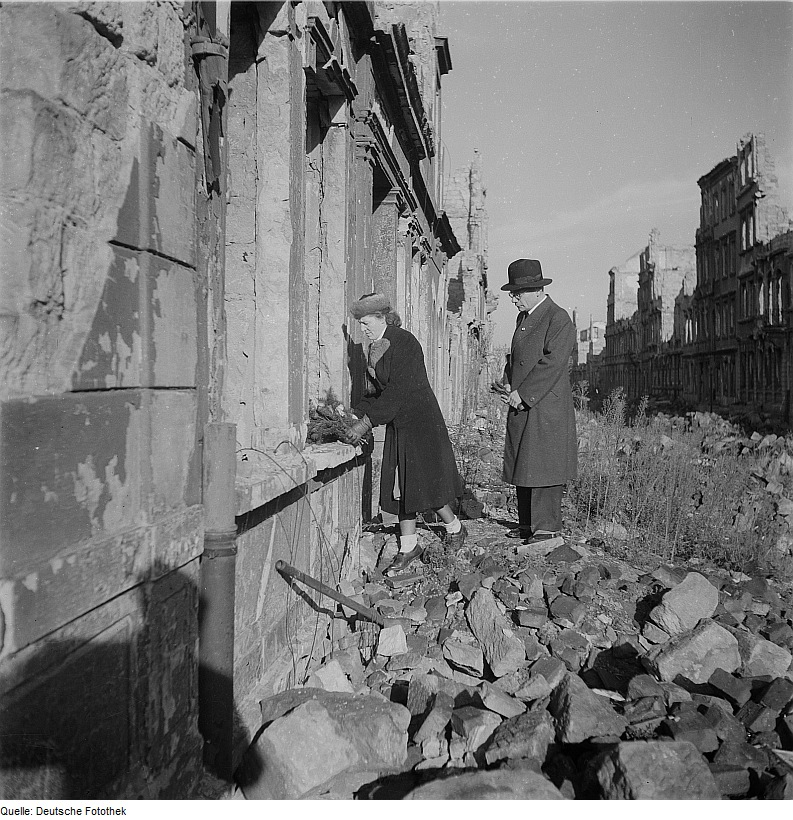
犠牲者の霊に花を供える市民

ドレスデン爆撃によって市民や多くの難民が犠牲になり、歴史的建造物の多くが瓦礫の山と化した。この空襲のことを、チャーチルは「テロ爆撃」という名前で説明している。
ドレスデンには目立った軍事施設もなく、「エルベ河畔のフィレンツェ」の別名の通りドイツ最高のバロック様式の美しい街並みと数多くの文化財が知られており、人々はドイツの中でも「ドレスデンだけは空襲に遭うことはない」と信じていた。ドイツ軍も空襲に対してはほとんど無警戒であり、高射砲などの兵器も、戦争末期には他地域に移動するなどして、空襲への防備は手薄となっていた。また、資料によってばらつきが存在するものの、当日迎撃したドイツ軍機は皆無と言っていいほどで、イギリス側の損害はごく僅かなものであった。

### 死傷者
死者の正確な人数は確認が難しく、未だに分かっていない。
見積を困難にしているのは、爆撃当時、20万人といわれる難民や数千人の戦傷者でごった返していたからである。当時、ドイツの多くの都市が英米軍の空襲にさらされていたほか、東プロイセン地方にソ連軍が侵攻しており、ドイツ中から多くの難民がドレスデンに滞在していた。1939年に市街とその郊外に64万2000人の住人だった人口に対し、20万人以上の避難民が市内にいたと推定される。その正確な人数は今も不明であり、死者数の推定が困難になる要因となっている。難民のうち多くが火炎の中で殺され身元が分からないほど遺体が損傷したため、または生き残ったものの役所など誰にも言わずに市内から脱出したため、難民のうちの死者数は不明である。爆撃直後の比較的しっかりした見積では、埋葬者は「25,000人から最大で60,000人」とされているが、歴史学者は現在埋葬者は「25,000人から35,000人の間」と見ており、1994年のドレスデンの歴史学者フリートリヒ・ライヒェルト (Friedrich Reichert) の調査では、この範囲の低い方だろうと見ている。こうした研究は、ドレスデンの死者は空襲に見舞われたドイツの他都市の死者数に比べ桁違いに多くはないことを示唆していた。2010年のドレスデン市歴史調査委員会による調査結果では、「死者約25,000人」とされている。
| 都市         | 人口 (1939年) | トン数 (t) | トン数 (t) | トン数 (t) |
| 都市         | 人口 (1939年) | 米軍       | 英軍       | 合計       |
| ------------ | ------------- | ---------- | ---------- | ---------- |
| ベルリン     | 4,339,000     | 22,090     | 45,517     | 67,607     |
| ハンブルク   | 1,129,000     | 17,104     | 22,583     | 39,687     |
| ミュンヘン   | 841,000       | 11,471     | 7,858      | 19,329     |
| ケルン       | 772,000       | 10,211     | 34,712     | 44,923     |
| ライプツィヒ | 707,000       | 5,410      | 6,206      | 11,616     |
| エッセン     | 667,000       | 1,518      | 36,420     | 37,938     |
| ドレスデン   | 642,000       | 4,441      | 2,659      | 7,100      |

現在の公式なドイツによる記録では「21,271人」の埋葬者が登録されており、その中にはアルトマルクト（旧市街）で荼毘に付された6,865人も含まれている。当時の公式記録 (Tagesbefehl 47) によれば、3月22日までに、戦争に関係あるなしにかかわらず25,000人ほどを埋葬したという。5月以降は埋葬の記録はない。後日多くの遺体が市街地から発掘されており、1945年10月から1957年9月までに1,557人分、1966年までに合計1,858人分の遺体が発掘された。ドレスデン市内が建設と発掘ラッシュだった1991年から1998年にかけては遺体は見つかっていない。一方、政府などによって行方不明として登録されている人数は35,000人であるが、そのうち10,000人は後日生存が確認されている。近年の調査では、ドイツ側による推定死者数が高く、イギリス側による推定死者数が低く見積もられているが、爆撃当時はイギリス側が被害を大きく見積もり、ドイツ側は小さく見積もっていた。
上記死者数は、資料から、あるいは確認された遺体から割り出されたもので、ドイツ側には難民や焼尽くされた遺体まで考慮すれば、死者は13万5千人をこえ20万人に達したとする説もある。これには否定論も強いが、連合軍側においても死傷者であれば13万5千人に達するのではないかという説も根強く語られている。ドレスデン市の委託による2010年の「1945 年 2 月 13 日から 15 日までのドレスデン空爆に関する歴史委員会」による調査結果報告では、死者を最大25,000人とした。
ナチスの宣伝省は被害をプロパガンダに使うようになり、後に冷戦初期のソ連も同様に英米を敵視する目的で被害を大きく宣伝した。ドレスデン爆撃の死者数は最大30万人とされているが、これはドイツ宣伝省やソ連側歴史学者、またデイヴィッド・アーヴィングのノンフィクションといった信頼性の薄い情報源に基づいている。コロンビア百科事典やエンカルタ百科事典では死者数を35,000人から135,000人の間としているが、高い方の数値はアーヴィングの研究による。
ドレスデンの市街地の破壊はドイツ諸都市に対する空襲に比べて飛びぬけて大きなわけでもなく、落とされた爆弾の量がこれより多い都市もある。しかしドレスデンの場合、折悪しく気候が爆撃に都合が良く、木組みの建物が多く、隣同士の建物の地下室が火で貫かれたなど悪条件が揃い、さらに空襲に対する防空、迎撃体制はなかったため被害は拡大した。第二次世界大戦時におけるドレスデンの空襲での死者数はこうしたことから空襲を受けた他都市に比べ多くなっている。例えば、イギリスで最も空襲による被害を受けたドレスデンの姉妹都市、コヴェントリーは1940年の2回の爆撃で1,236人の死者を出した。

### 建造物
警察による爆撃直後の報告では、旧市街と新市街東部が一つの火炎に飲み込まれ、12,000棟の建物が破壊されたと指摘している。報告はさらに、「銀行24店舗、保険会社26箇所、小売店31箇所、商店647軒、倉庫64、大規模市場2、大規模ホテル31、公共施設26箇所、行政施設63箇所、劇場3、映画館18、教会11、礼拝堂6、歴史的建造物5、収容人数過多の臨時病院や個人医院も含めた病院19、学校39箇所、領事館5、動物園1箇所、上水道施設1箇所、鉄道施設1箇所、郵便施設19箇所、市電施設4箇所、船とはしけ19隻が破壊された」と伝えた。
また、タッシェンベルク宮殿 (Taschenbergpalais) に入っていた国防軍司令部、19箇所の軍の病院、その他多くの重要でない軍事施設が破壊されたと伝えた。工場200箇所はほとんど損害を受け、特にツァイス・イコンの光学機器工場を含む136箇所は壊滅し、28箇所は中規模の破壊を受け、35箇所は軽微な損傷で済んでいる。
イギリス軍の査定では「都市の産業施設の23%が壊滅し、それ以外の建物（住居など）の56%が壊滅した」と結論付けた。「市内の不動産のうち住居に関して、78,000軒は崩壊し、27,700軒は住居不可能であるが修理不可能ではなく、64,500軒は被害が小さく修理可能だ」と査定された。後日の調査では、「街の住居の80%が何らかの損害を受け、50%はひどい損害を受けたか消滅したことが示された」とアメリカ軍の報告は伝えている。
さらに、「アメリカ陸軍航空軍の鉄道施設への14日、15日の2日間にわたる攻撃で鉄道は深刻な打撃を受けて交通は麻痺し、往来のため死活的に重要なエルベ川の鉄道橋は使用不能になり、爆撃後数週間は通行止めとなった」と伝えている。

### 文化財
- ギュスターヴ・クールベの『石割り人夫』（焼失）
- 聖母教会 (Frauenkirche) - 一部の壁を残し全壊。戦後、東ドイツ政府は宗教施設の再建を後回しにしていたが、住民運動により、瓦礫を最大限に活用し「世界最大のジグソーパズル」と呼ばれた再建工事が、有志からの寄付金等により1996 - 2006年の期間で再建された。特に頭頂の十字架は実際に空爆を行ったイギリス空軍兵士らの家族からの寄付金で2004年に復元された。
- ツヴィンガー宮殿（Zwinger） - ほぼ全壊。1988 - 1992年の期間で再建された。
- ゼンパー・オーパー - ほぼ全壊。1977 - 1985年の期間で再建された。

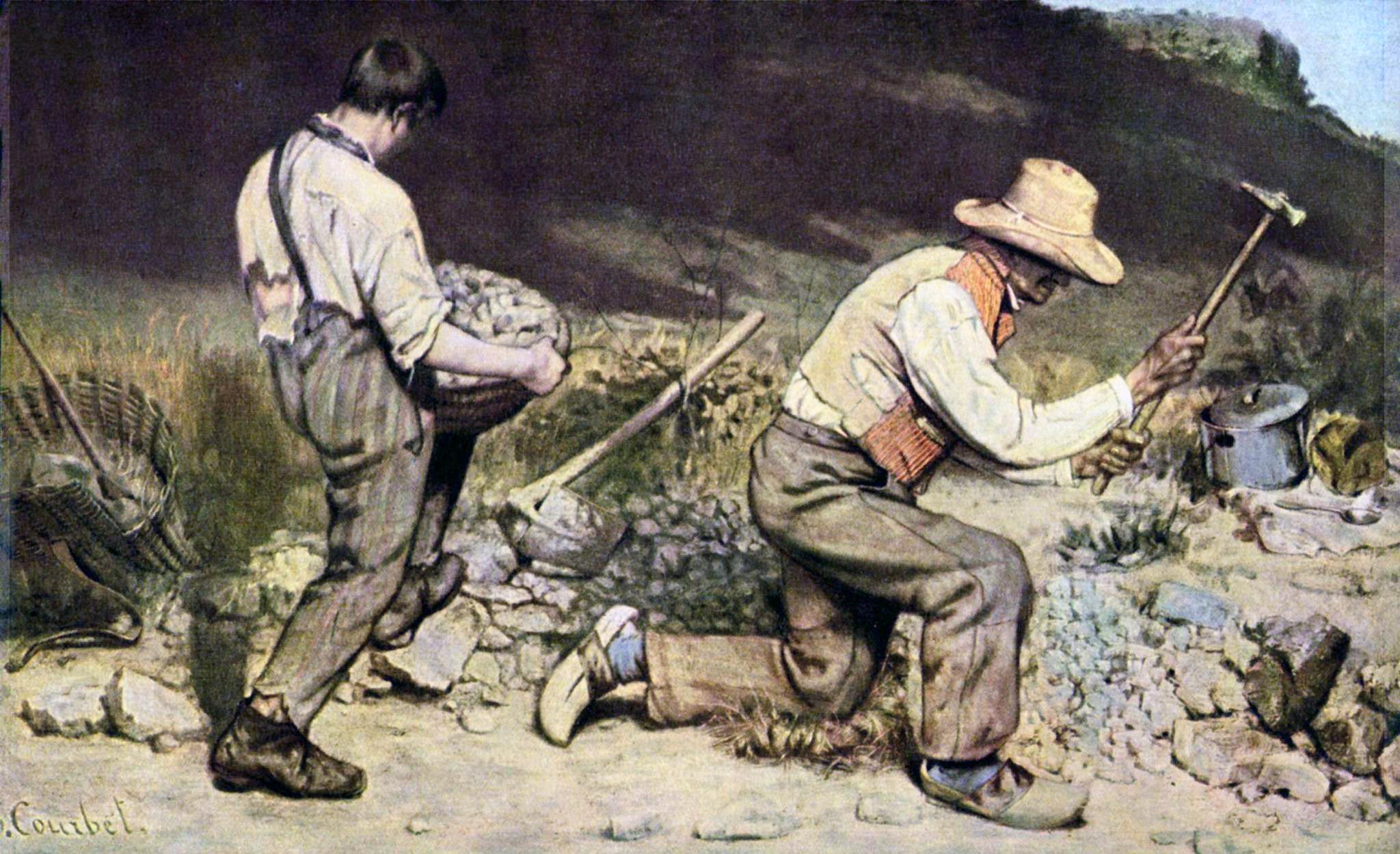
焼失した『石割り人夫』
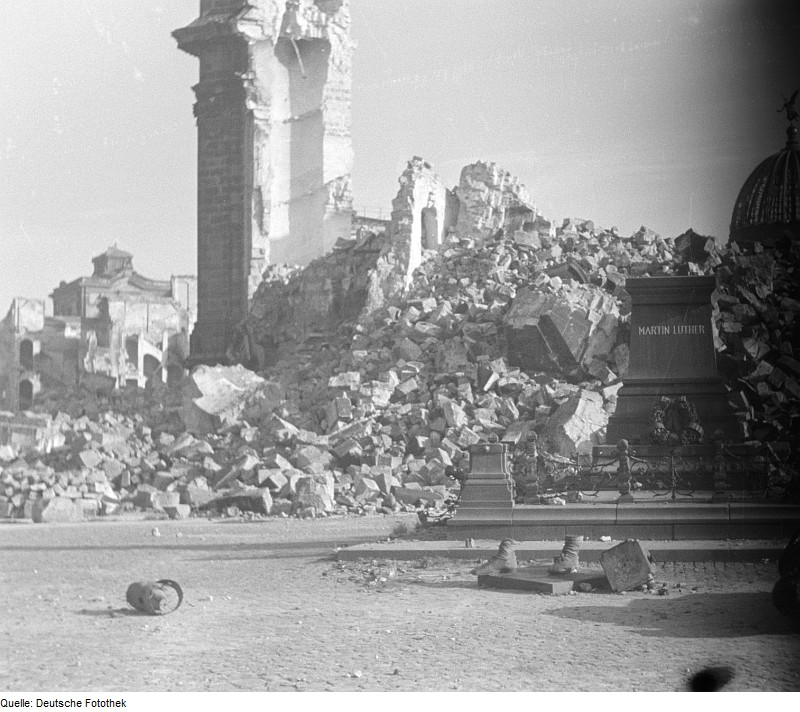
聖母教会の廃墟
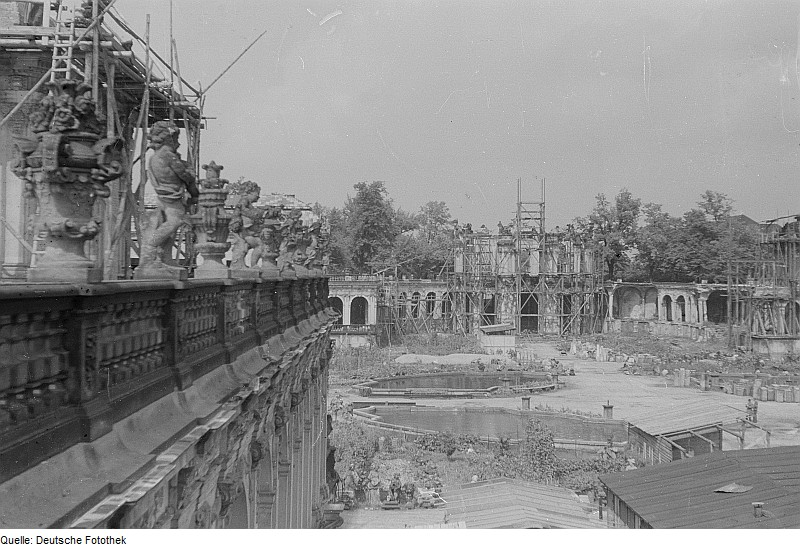
ツヴィンガー宮殿の廃墟
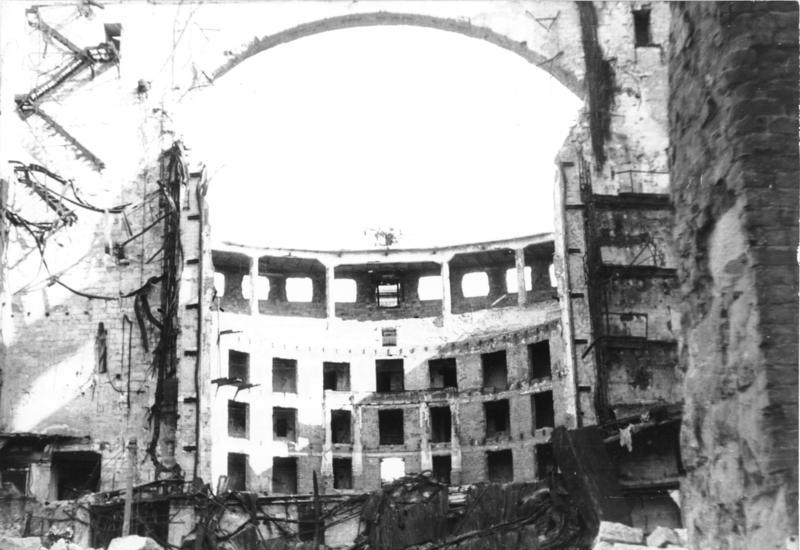
破壊されたゼンパー・オーパー

## 主題にした作品
- レオ・アルンシュタム監督の1960年ソ連映画『ドレスデンの五日間』（英文題名：Five Days, Five Nights）が作られ、日本でもアートシアター新宿などで公開されている。内容はドレスデンのツヴィンガー宮殿・アルテ・マイスター絵画館所蔵の名画が洞窟に隠されているのを、進駐したソ連軍が発見して保護する様を描いている。
- カート・ヴォネガットの長編小説『スローターハウス5』（1969年）
  - ジョージ・ロイ・ヒル監督、マイケル・サックス主演で、1972年に映画化。
- ローランド・ズゾ・リヒター監督作品『ドレスデン、運命の日』 2006年ドイツ映画、アルバトロス・フィルム配給（Roland Suso Richter, Dresden[9]）